# 분더바페

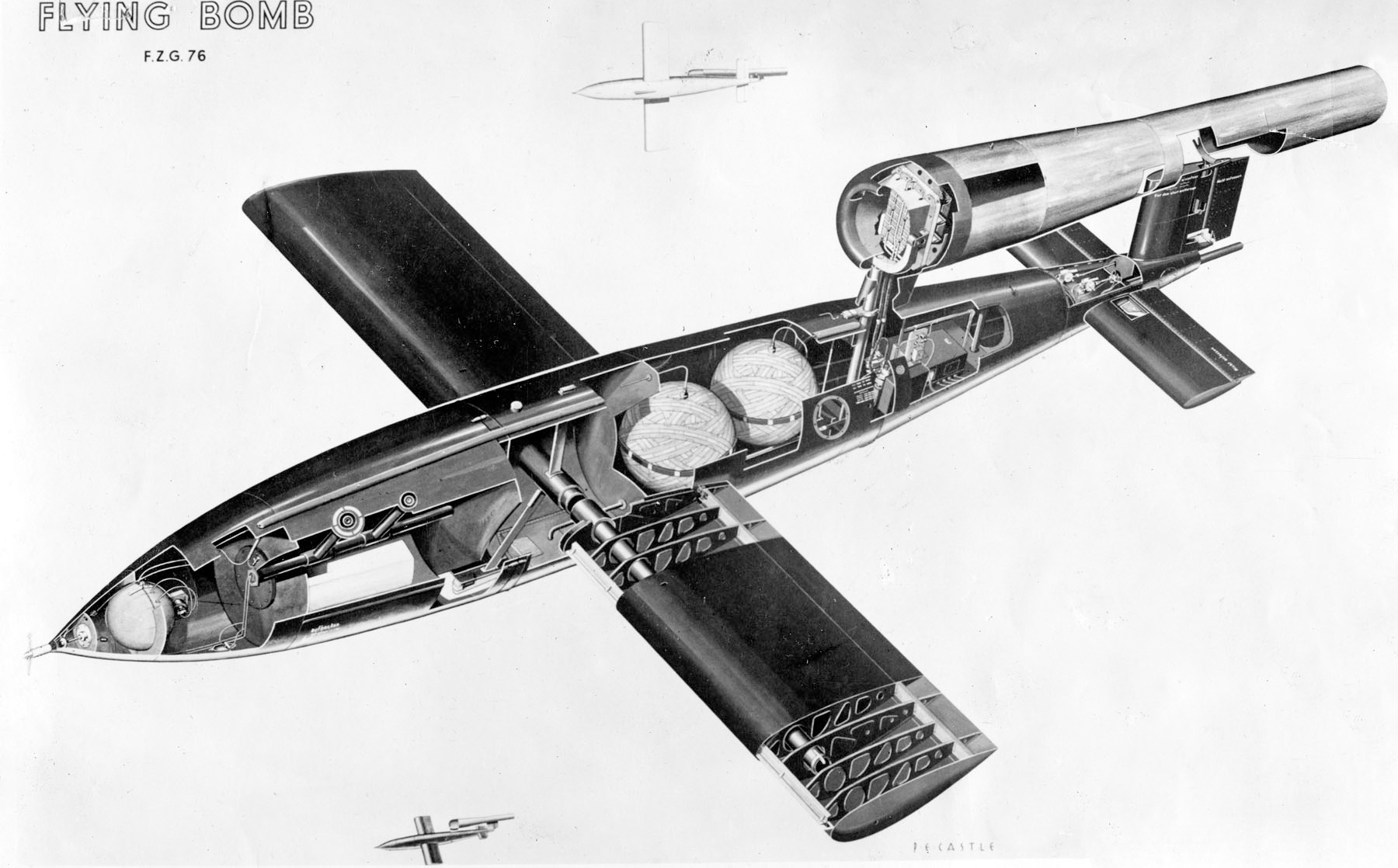
V-1 비행 폭탄

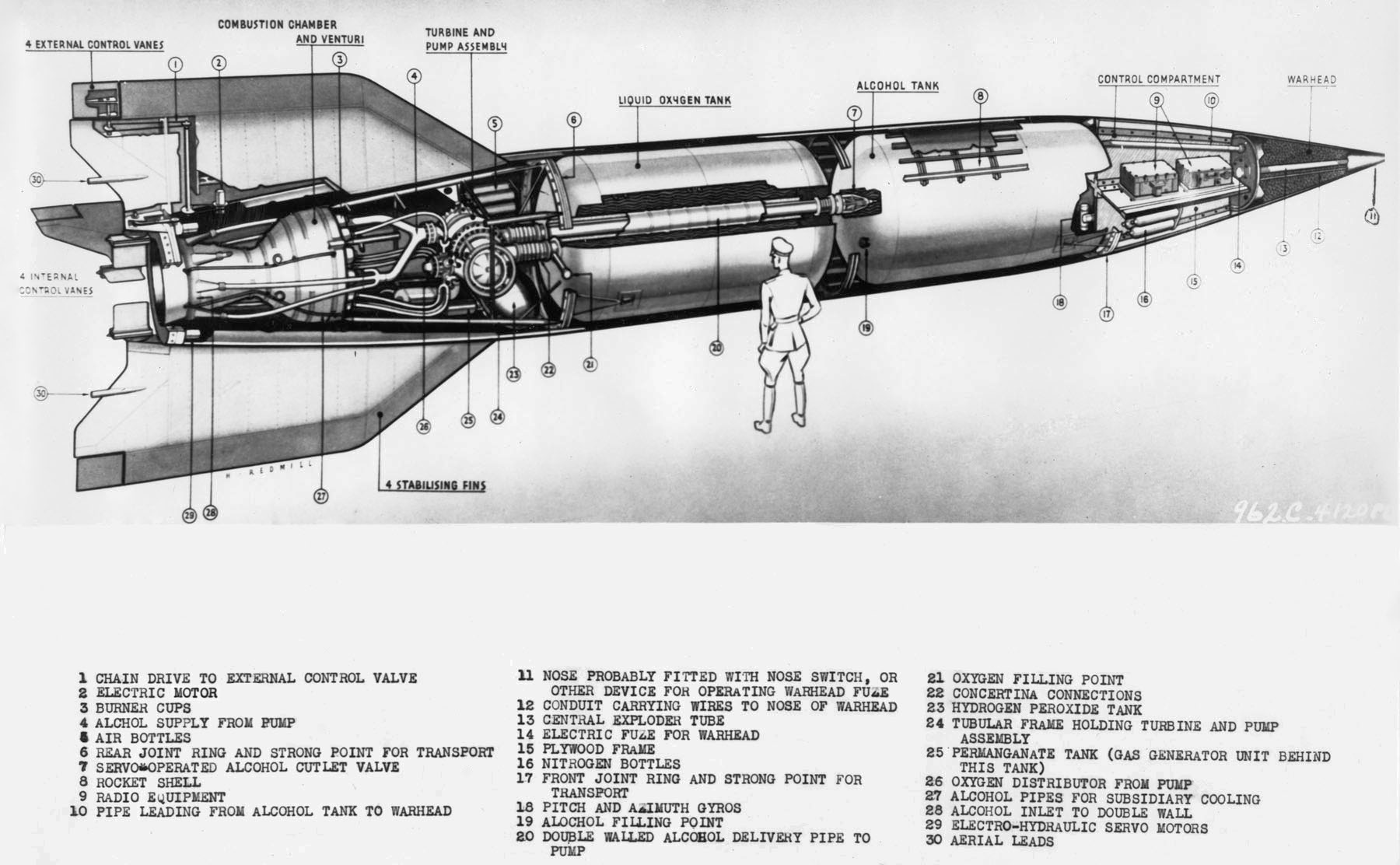
V-2 미사일

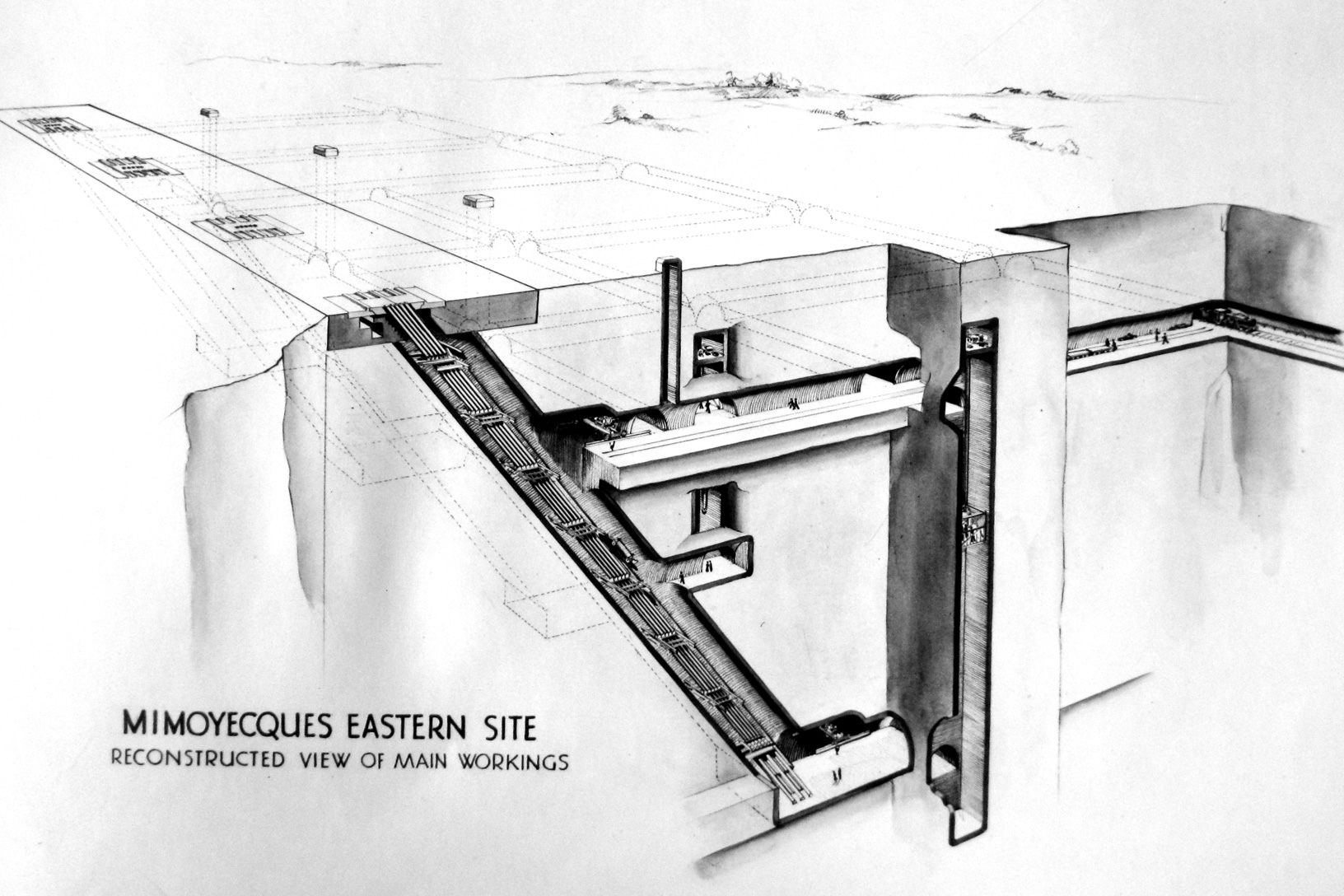
V-3 대포

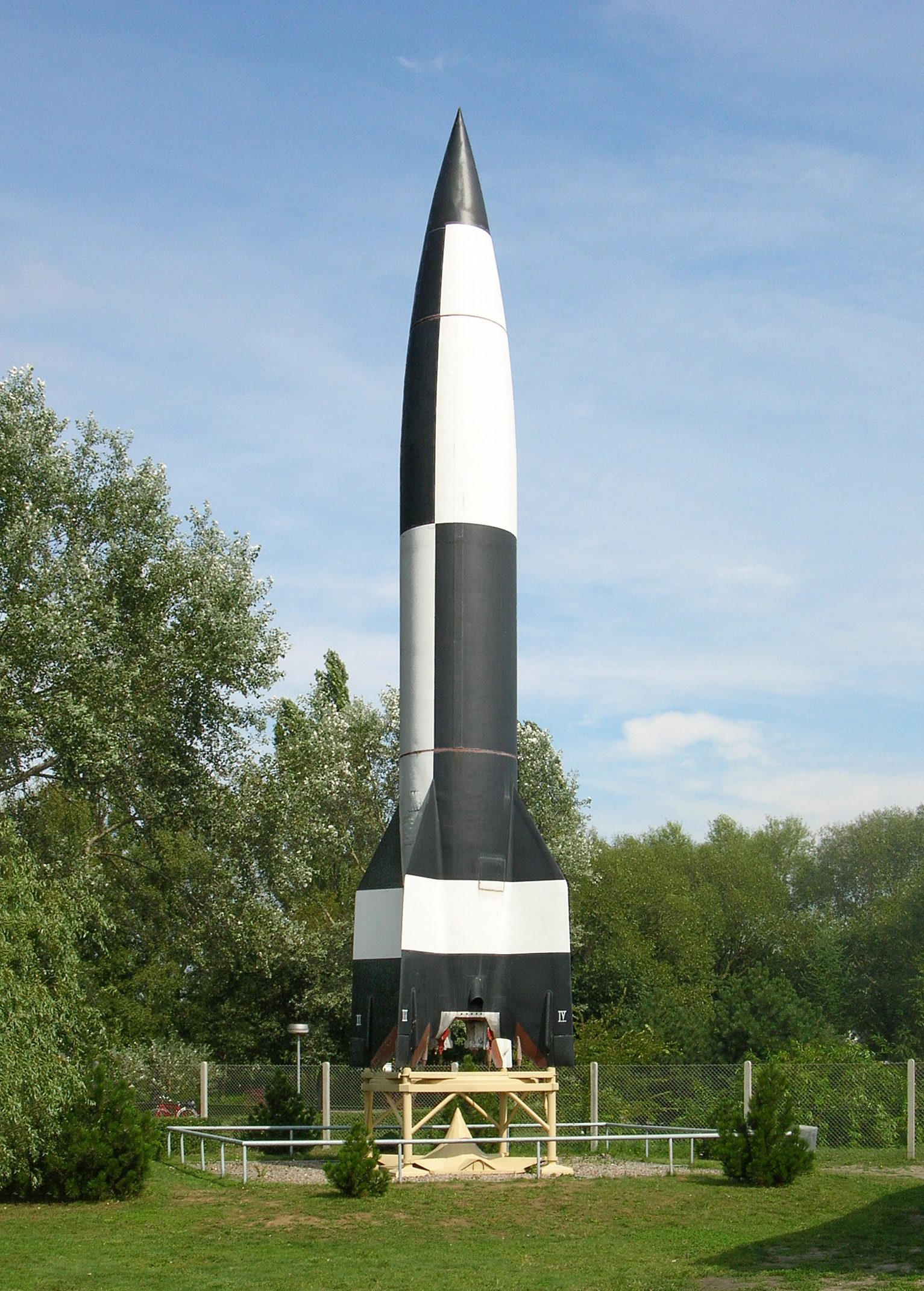
페네뮌데 박물관의 V-2 로켓

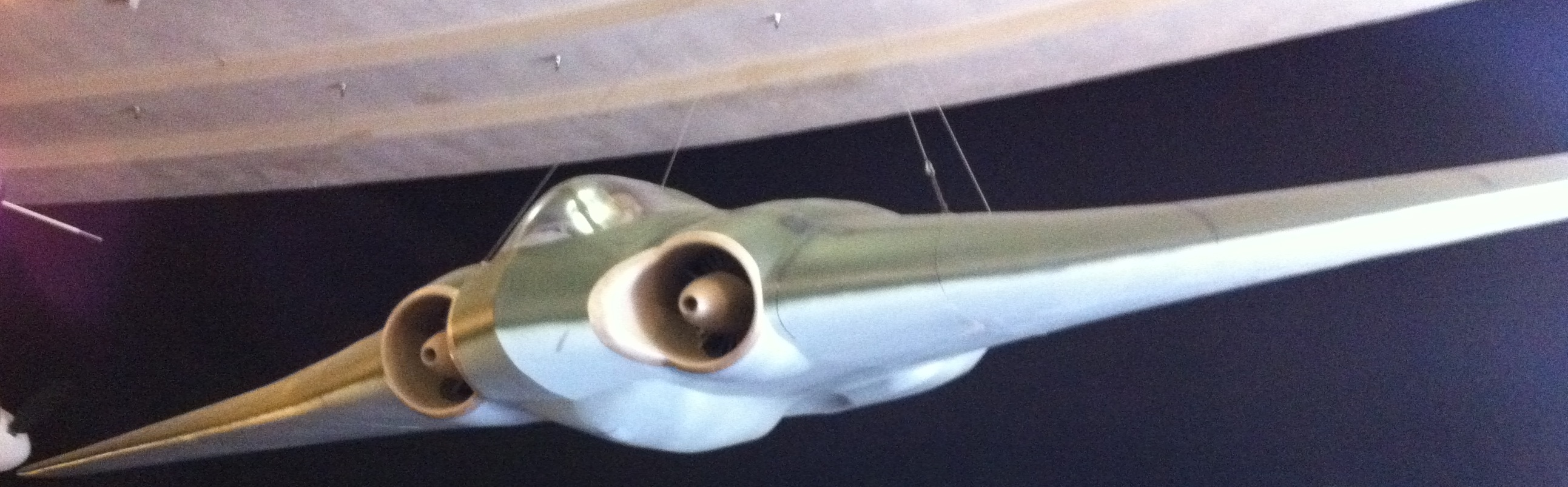
샌디에고 항공우주박물관의 H.IX V3 비행익 모형

분더바페(독일어: wunderwaffe)는 독일어로 "기적의 무기"를 뜻하며, 제2차 세계 대전 중 나치 독일의 선전부에서 몇몇 혁신적인 "초무기"에 부여한 용어였다. 그러나 이러한 무기의 대부분은 시제품에 그쳤으며, 전선에 도달하지 못했거나, 도달했더라도 효과를 내기에는 너무 늦었거나 수가 너무 적었었다.
1942년부터 독일의 전쟁 상황이 악화되면서, 독일 국민을 향한 독일 정부의 선전 중 혁신적인 신무기 개발과 관련된 선전이 증가했다. 그러나 개발 중이던 첨단 무기는 일반적으로 장기간의 설계 작업과 테스트가 필요했으며, 전쟁이 끝나기 전에 독일군이 이를 전선에 투입할 수 있는 현실적인 가능성은 없었다. 5호 전차와 XXI형 잠수함과 같은 일부 첨단 무기가 생산이 시작되었을 때, 무기의 시험이 부족하거나 생산 공정이 제대로 계획되지 않아 독일군 지도부의 기대와 다르게 실망스러운 성과가 나타났다. 역사가 마이클 J. 뉴펠드는 "이 모든 무기의 결과는 무기의 실전 배치 여부와 관계없이 제국이 많은 돈과 기술, 전문 지식을 낭비하고(그리고 많은 강제 노동자를 희생하고) 전술적, 전략적 이점이 거의 없거나 전혀 없는 이국적인 장치를 개발하고 생산했다는 것입니다." 라고 말했다. 그러나 일부 무기는 전후 무기 설계에 큰 영향을 미쳤다.